# Keniaanse loofbuulbuul
De Keniaanse loofbuulbuul (Phyllastrephus placidus) is een zangvogel uit de familie Pycnonotidae (buulbuuls). Eerder werd deze vogel beschouwd als een aparte soort maar bij een taxonomische herziening in 2025 is het een ondersoort van de Cabanis' loofbuulbuul geworden.

## Verspreiding en leefgebied
Deze vogel komt voor van noordelijk Kenia tot Tanzania, noordoostelijk Zambia, Malawi en noordoostelijk Mozambique.